# District de Yanshui
Le district de Yanshui (chinois traditionnel : 鹽水區 ; pinyin : yánshuǐ qū ; anglais : Yanshuei District) est un district de la municipalité spéciale de Tainan.

## Histoire
Yanshui est l'une des plus vieilles villes du sud de Taïwan. Les troupes du général Koxinga y créent les villages de Jiouying et Houjhai en 1662. Yuejin, son port, s'y développe particulièrement, en raison de sa position stratégie sur les routes commerciales maritimes due aux courants marins descendants. Yanshui devient une ville prospère au XVIIe siècle, tandis que le port atteint son apogée au XVIIIe siècle. Selon d'anciens écrits évoquant les plus grands ports de l'île, il se classe au 4e rang : « En premier Fu, en second Lugang, en troisième Monga, en quatrième Yuejin ».
Sous le règne de l'empereur Daoguang, l'ensablement des rivières Jishui et Bazhang conduit à la fermeture du port. Pendant la période de domination japonaise, le gouvernement colonial ambitionne de construire une voie ferroviaire passant par Yanshui, mais le projet est annulé après l'opposition de la population locale. Sans activité industrielle implantée, Yanshui reste alors au rang de petit village.
Le 25 décembre 2010, alors que le comté de Tainan fusionne avec la ville de Tainan, le canton de Yanshui est restructuré en tant que district de Yanshui.

## Géographie

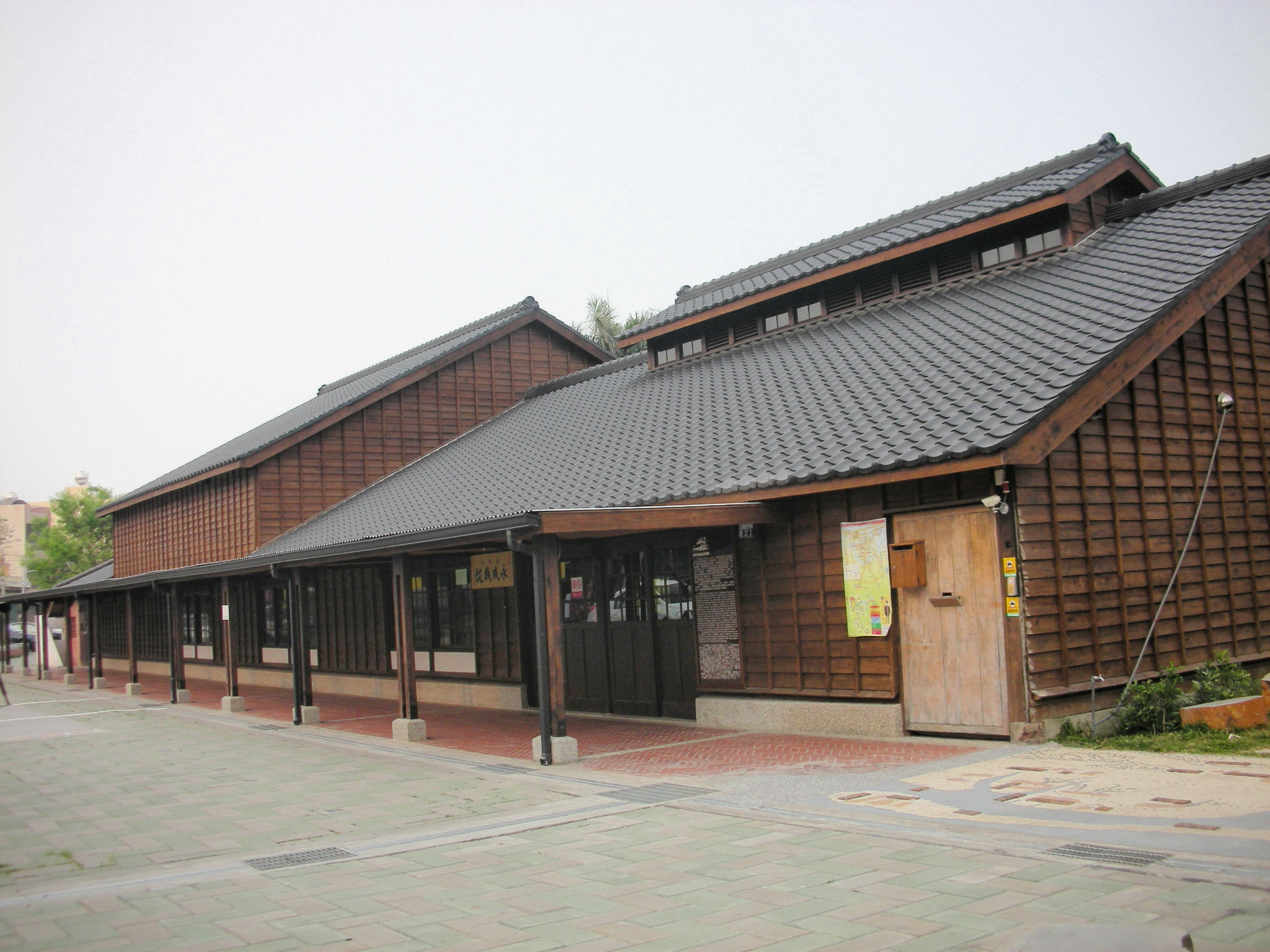
Le théâtre Yong Cheng dans le district de Yanshui. Janvier 2020.

Le district couvre une superficie de 52,25 km2.
Il compte 25 375 habitants d'après le recensement de février 2019.